# Rómaikömény
A rómaikömény (Cuminum cyminum) – más néven borsoskömény, egyiptomikömény, fehérkömény[forrás?] vagy kumin[forrás?] – a zellerfélék (Apiaceae) családjába tartozó növényfaj, termését fűszerként használják. Habár a fűszerköményhez hasonlóan a zellerfélék családjába, azon belül azonban nem a kömény (Carum) nemzetségbe tartozik.

## Előfordulása, elterjedése
Korábban azt gondolták, hogy csak telepített, termesztett populációi ismertek, természetesek nem, s azt feltételezték, hogy a Földközi-tenger térségének (a Mediterráneum) keleti részéről származik. Később kialakult az a felfogás is, hogy Észak-Afrikában és Délnyugat-Ázsiában őshonos. Megint mások azt valószínűsítik, hogy  Közép-Ázsiából (Turkesztánból) vagy Egyiptomból származik. Termesztésben áll világszerte: a Mediterráneumban és attól kelet felé a Kaszpi-tengerig és az Aral-tóig (többek között Marokkóban, Egyiptomban és Szíriában), Indiában, Észak-Amerikában (különösen Mexikóban) és a dél-amerikai Chilében; korábban Közép-Európában is termesztették.

## Alaki és élettani jellemzői
Alacsony termetű, legfeljebb 30 cm magasra növő, fűszeres illatú, egyéves, lágy szárú növény. Szára elágazó, az ágak lazán állnak egymáshoz képest. Levelei nagyon finoman osztottak, levélkéi szálasak. Ernyővirágzatát nyáron nyíló, fehér vagy rózsás színű virágok alkotják. Tojásdad alakú, bordázott termései éretten szürkés vagy szürkésbarna színűek, finoman szőrösek.
Napfényes helyeket és a jó vízelvezetésű talajokat kedveli.

## Felhasználása
Szárát, termését és illóolaját használják.

### Fűszernövény
A növény szárát Vietnámban ételek ízesítésére használják.
A rómaikömény erősen aromás, csípősen kesernyés termése fűszer, amit az ókori Egyiptomban már használtak a konyhában, ahogyan később az ókori görögök és rómaiak is. Őrölve barna színű. A mogulok a ritka, fekete színű, kissé köményillatú változatát használták. Manapság a terméssel főleg különféle ételeket, pácokat, sajtokat, süteményeket, kenyereket, savanyúságokat, likőröket, szíverősítőket ízesítenek. Fűszerkeverékekben is felhasználják: Indiában belekeverik a curryporba, de alkotórésze az arab baharatnak, a thaiföldi curryszósznak és a cajunnak.
A termés küllemében a köménymagra emlékeztet, de ízében teljesen eltér attól: földes-füstös aromája van, amelyet egyesek csípősnek írnak le. Az indiai és a közép-amerikai konyhában alapvető fontosságú fűszer, de több európai országban is elterjedtebb a konyhaköménynél.[forrás?]

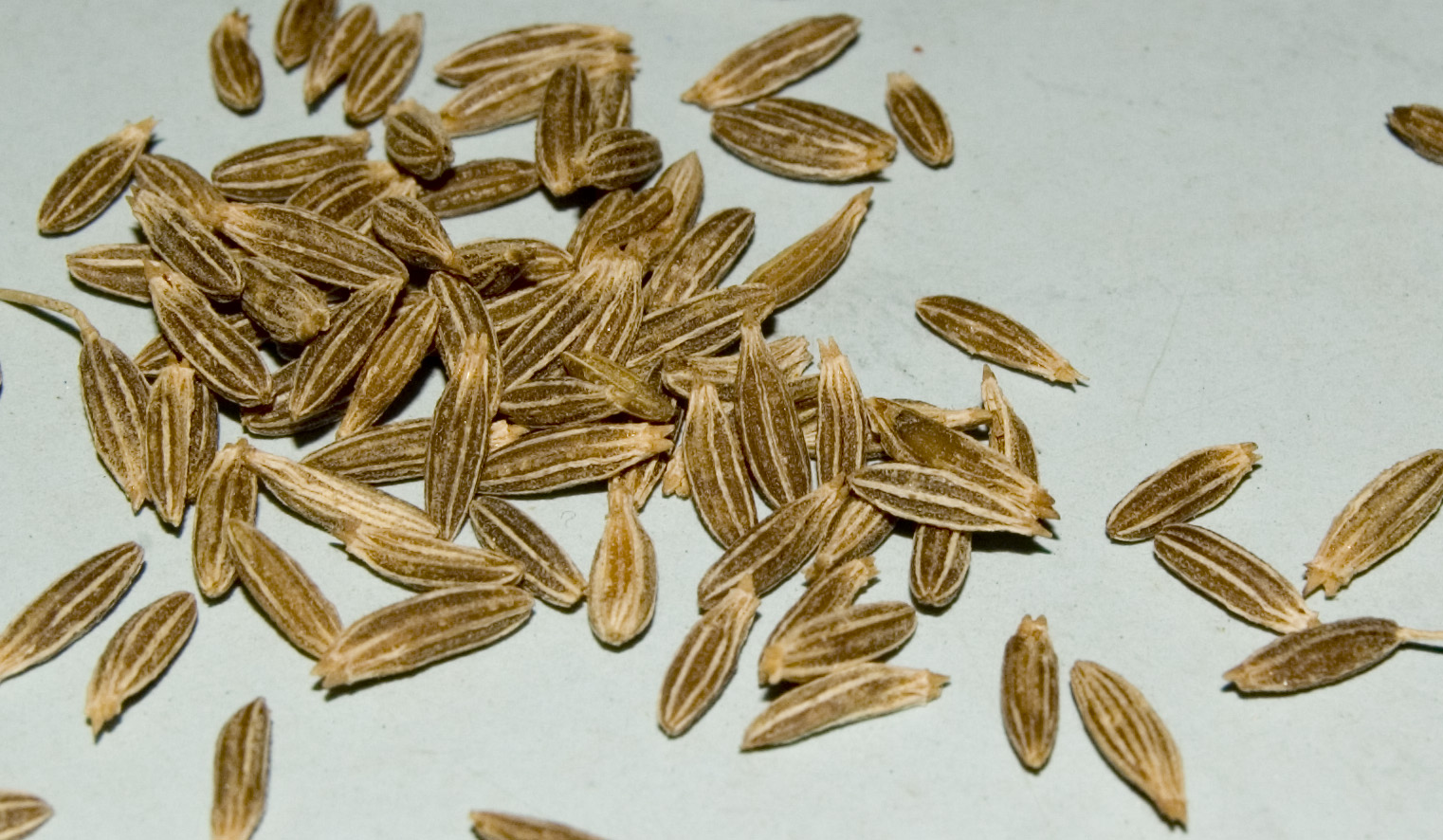
A rómaikömény termései közelről

### Gyógynövény
Dél-Európában és Ázsiában gyógynövényként is alkalmazták.
Drogja egyrészt a termése: Cumini (cymini) fructus, másrészt az illóolaja: Cumini (cymini) aetheroleum. Termésében 2–5%-nyi illóolaj, mintegy 10%-nyi zsírosolaj, gyanta, gumianyag, cserzőanyag és flavonoidok (apigenin-glikozid, luteolin) mutathatók ki. Illóolajában az alábbi vegyületek fordulnak elő: kuminin, p-cimol, pinének, kumin-alkohol, kumin-aldehid, fellandrének, perilla-aldehid, terpineol, eugenol, mircén, terpinének, limonén, p-mentenal, 1,8-cineol, kariofillén, farnezén, biszabolén.

#### Gyógyhatása
Általánosságban említve (a konkrétumokat nélkülözve) a rómaikömény az alábbi esetekben alkalmazható: emésztési zavar és hasmenés esetén szélhajtó és hashajtó hatású; emésztést elősegítő; vizelethajtó; nemi ingerlékenységet fokozó; az anyatej termelődését és kiáramlását segítő; menstruációt megindító szer.
A terméséből készült főzet belsőleg élénkítő, emésztést serkentő, szélhajtó hatású, használják bélgörcs és hasmenés kezelésére.
A belőle kinyert illóolaj a Candida albicans gombával szemben gombaölő hatással bír.
A szoptatás közbeni tejcsatorna-elzáródás kezelésére is alkalmazható.[forrás?]
Illóolaját olyan bedörzsölőszerek készítésénél is felhasználják, amelyeket kötőszöveti gyulladás kezelésében alkalmaznak. Időseknek szánt gyógyszerek alkotórészei között is megtalálható az illóolaj. 
Az illóolajában található kumin-aldehid nevű molekula gátolja az alfa-szinuklein nevű fehérje csomósodását az idegszöveti sejtekben. Ezek a csomósodások (gliális citoplazmikus zárványok) olyan súlyos neurodegeneratív betegségek közös jellemzői, mint a Lewy-testek által okozott elmebaj, Parkinson-kór, és multiszisztémás atrófia (MSA).

### Illatszernövény
Illóolaját a parfümök anyagába keverik, hogy kiemelje a virágillatokat.